# Aïssata Lam
Aïssata Lam (nascida em outubro de 1986) é uma profissional de desenvolvimento da Mauritânia.
Ela foi nomeada em 2019 por Emmanuel Macron para o conselho do G7 sobre igualdade de género.
Em 2019, Lam foi listada entre as 100 mulheres da BBC.